# Linda-Marie Günther
Linda-Marie Günther (geborene Hans, * 26. November 1952 in Lübeck) ist eine deutsche Althistorikerin.
Linda-Marie Günther studierte nach ihrem Abitur in Berlin an der Freien Universität Geschichte, Klassische Archäologie und Byzantinistik. 1976 schloss sie mit dem Magister ab und ging an die Universität Hamburg, wo sie 1981 promoviert wurde. Anschließend arbeitete sie an der Universität München und der Universität Freiburg, wo sie sich 1990 habilitierte. Im Jahre 1991 wurde Günther Privatdozentin in München und  übernahm zwischen 1992 und 1999 Lehrstuhlvertretungen in Erlangen, Berlin und München. 1999 wurde Günther auf eine Professur an der Ruhr-Universität Bochum berufen, wo sie bis zu ihrer Pensionierung 2018 lehrte. Ihr Nachfolger wurde Christian Wendt.
Günther forscht und arbeitet vor allem zur griechischen Geschichte und zur Spätantike, unter besonderer Berücksichtigung der Sozial- und Wirtschaftsgeschichte und der Historischen Geographie. Spezielle Forschungsinteressen sind dabei die griechische Polis und Tyrannis, die Westgriechen und Karthago, die hellenistischen Monarchien sowie antike Hagiographie und Prosopographie, besonders hinsichtlich Frauen.
Linda-Marie Günther ist Vorsitzende des Vereins Alte Geschichte für Europa. Ihr Ehemann ist der Epigraphiker Wolfgang Günther.

## Schriften (Auswahl)
Monographien
- Karthago und Sizilien. Die Entstehung und Gestaltung der Epikratie auf dem Hintergrund der Beziehungen der Karthager zu den Griechen und den nichtgriechischen Völkern Siziliens (6.–3. Jh. v. Chr.) (= Historische Texte und Studien. Band 7). Olms, Hildesheim 1983, ISBN 3-487-07417-6.
- Perikles. A. Francke, Tübingen/Basel 2010, ISBN 978-3-8252-3406-5.
- Hannibal. Ein biografisches Porträt. Herder Verlag, Freiburg 2010, ISBN 978-3-451-06217-9.
- Griechische Antike. 2. Auflage. A. Francke, Tübingen/Basel 2011, ISBN 978-3-7720-8423-2.
- Herodot. A. Francke, Tübingen/Basel 2012, ISBN 978-3-8252-3658-8.
- Herodes der Große (= Gestalten der Antike). 2. Auflage. Wissenschaftliche Buchgesellschaft, Darmstadt 2012, ISBN 978-3-534-25178-0.
  - Italienische Übersetzung: Erode il grande. Übersetzt von Lorenzo Dorelli (= I protagonisti della storia. Band 24). Corriere della Sera, Mailand 2019, ISBN 977-2-531-56016-2.
- Bürgerinnen und ihre Familien im hellenistischen Milet. Untersuchungen zur Rolle von Frauen und Mädchen in der Polis-Öffentlichkeit. Harrassowitz, Wiesbaden 2014, ISBN 978-3-447-10020-5.
- Kochen mit den Römern. Rezepte und Geschichten. C. H. Beck, München 2015, ISBN 978-3-406-68145-5.

Herausgeberschaften
- Die Wurzeln Europas in der Antike – Bildungsballast oder Orientierungswissen? (= Sources of Europe. Band 1). Europäischer Universitäts-Verlag, Berlin u. a. 2004, ISBN 3-86515-226-0.
- Olympia und seine Spiele: Kult – Konkurrenz – Kommerz (= Sources of Europe. Band 2). Europäischer Universitäts-Verlag, Berlin u. a. 2004, ISBN 3-86515-015-2.
- mit Michael Oberweis: Inszenierungen des Todes. Hinrichtung – Martyrium – Schändung (= Sources of Europe. Band 4). Europäischer Universitäts-Verlag, Berlin u. a. 2006, ISBN 3-86515-049-7.
- Herodes und Rom. Franz Steiner, Stuttgart 2007, ISBN 978-3-515-09012-4.
- Herodes und Jerusalem. Franz Steiner, Stuttgart 2009, ISBN 978-3-515-09260-9.
- mit Sonja Plischke: Studien zum vorhellenistischen und hellenistischen Herrscherkult (= Oikumene. Studien zur antiken Weltgeschichte. Band 9). Verlag Antike, Berlin 2011, ISBN 978-3-938032-47-3.
- Tryphe und Kultritual im archaischen Kleinasien – ex oriente luxuria? Harrassowitz, Wiesbaden 2012, ISBN 978-3-447-06576-4.
- Migration und Bürgerrecht in der hellenistischen Welt. Harrassowitz, Wiesbaden 2012, ISBN 978-3-447-06791-1.
- mit Volker Grieb: Das imperiale Rom und der hellenistische Osten. Festschrift für Jürgen Deininger zum 75. Geburtstag. Franz Steiner, Stuttgart 2012, ISBN 978-3-515-10169-1.
- mit Bärbel Morstadt: Phönizische, griechische und römische Gottheiten im historischen Wandel (= Contextualizing the sacred. Band 5). Brepols, Turnhout 2015, ISBN 978-2-503-54457-1.